# Emil Hell

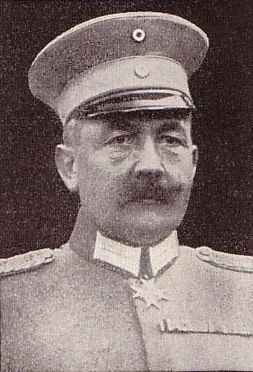
Oberst Emil Hell

Emil Hell (* 26. Mai 1864 in Giegel, Kreis Konitz; † 24. Januar 1931 in Groß Grieben, Kreis Osterode in Ostpreußen) war ein preußischer Generalmajor im Ersten Weltkrieg.

## Leben
Hell trat am 1. Oktober 1884 als Fahnenjunker in das Ostpreußische Feldartillerie-Regiment Nr. 1 der Preußischen Armee ein. Im selben Jahr wurde er Mitglied des Corps Thuringia Leipzig. Am 13. Juni 1885 wurde er zum Sekondeleutnant befördert und als solcher ab 1. Oktober 1889 als Adjutant der I. Abteilung verwendet. Vom 1. Oktober 1892 bis 21. Juli 1895 kommandierte man ihn an die Kriegsakademie und beförderte Hell zwischenzeitlich am 14. September 1893 zum Premierleutnant. Es folgte am 1. April 1896 seine Kommandierung zum Großen Generalstab sowie am 22. März 1897 seine Versetzung hierher. Dort erhielt Hell am 18. November 1897 seine Beförderung zum Hauptmann. Als solcher fungierte er vom 18. April 1901 bis 11. September 1903 als Batteriechef im 1. Posenschen Feldartillerie-Regiment Nr. 20. Anschließend war Hell wieder im Großen Generalstab tätig, bevor er am 22. April 1905 Erster Generalstabsoffizier im Generalstab der 1. Division. Als Major (seit 15. September 1904) versetzte man Hell am 27. Januar 1907 in den Generalstab des XVII. Armee-Korps, um zwei Jahre später wieder in den Großen Generalstab versetzt zu werden. Von dort folgte am 18. Oktober 1909 die Ernennung zum Kommandeur der I. Abteilung des 1. Masurischen Feldartillerie-Regiments Nr. 73.
Seit 22. Mai 1914 Oberst, zog er als Chef des Stabes des XX. Armee-Korps in den Ersten Weltkrieg. Hell nahm in dieser Funktion zunächst am Grenzschutz in Ostpreußen sowie der Schlacht bei Tannenberg teil. Er wurde am 26. Januar 1915 Chef des Generalstabes der 10. Armee und am 17. Juli 1916 Chef des Generalstabes der Bug-Armee und der Heeresgruppe Linsingen. Bereits am 6. Dezember 1916 wurde er von diesen Posten abgelöst und zum Chef des Generalstabes der Heeresgruppe Mackensen ernannt. Am 20. Mai 1917 zum Generalmajor befördert, wurde er am 13. Juni 1918 Kommandeur der 28. Division, dann am 7. September  Chef des Stabes der Heeresgruppe „Herzog Albrecht von Württemberg“ sowie am 31. Oktober 1918 Chef des Stabes der Heeresgruppe Eichhorn-Kiew. Nach Kriegsende wurde Hell am 18. November 1918 zu den Offizieren der Armee überführt und am 2. April 1919 aus dem aktiven Dienst entlassen.
Nach seiner Verabschiedung bewirtschaftete Hell den auf dem Schlachtfeld von Tannenberg gelegenen Familienbesitz Groß-Grieben. Ab 1925 vertrat er Osterode im Provinziallandtag der Provinz Ostpreußen. Er starb auf seinem Besitz an einem Herzinfarkt.

## Auszeichnungen
- Kronenorden III. Klasse[3]
- Dienstauszeichnungskreuz[3]

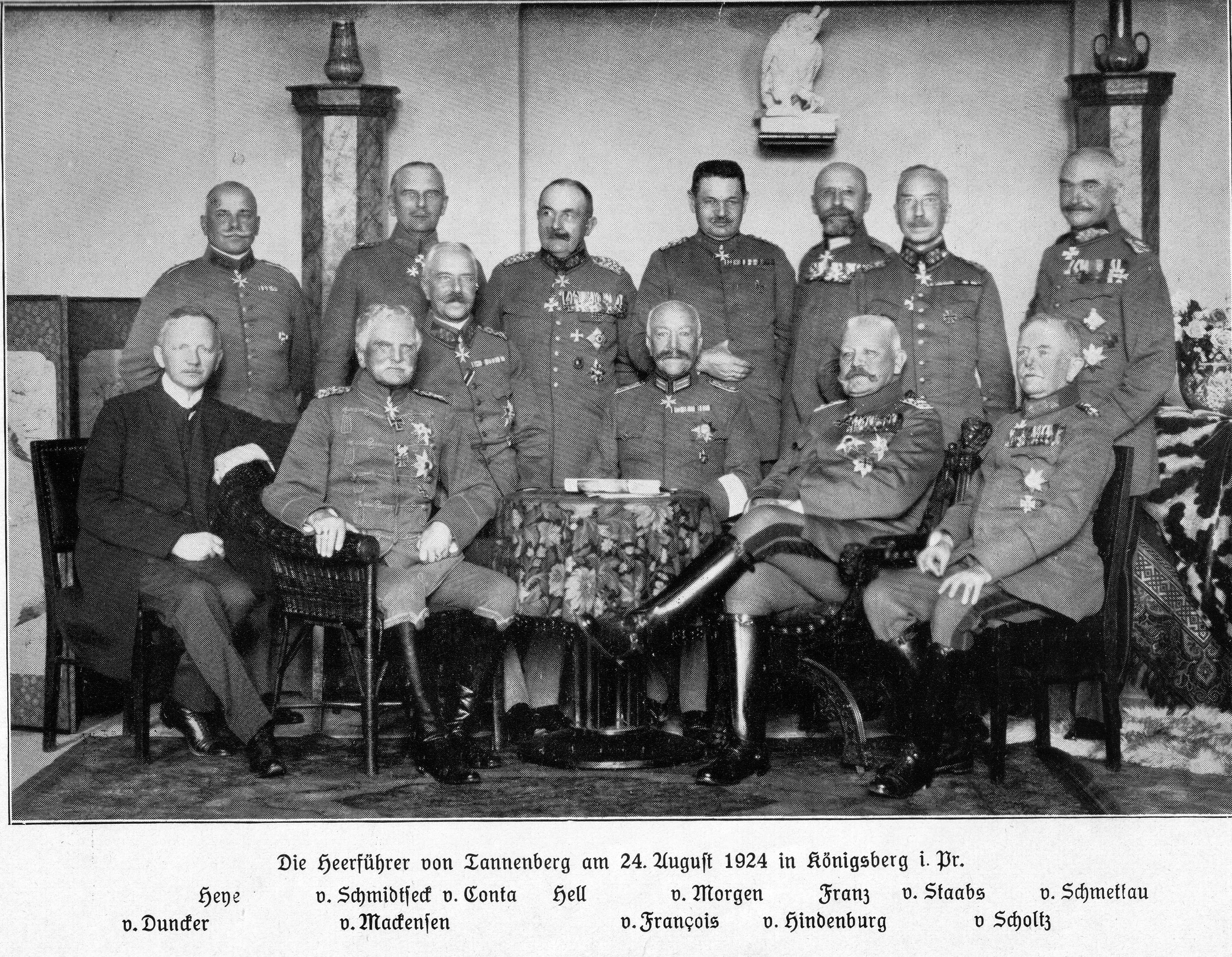
Tannenberggenerale

- Eisernes Kreuz (1914) II. und I. Klasse
- Ritterkreuz des Königlichen Hausordens von Hohenzollern mit Schwertern
- Pour le Mérite
  - Pour le Mérite am 21. September 1916
  - Eichenlaub am 11. Januar 1917
- Roter Adlerorden II. Klasse mit Eichenlaub, Krone und Schwertern am 23. April 1918